# Kaštel Radvanských
Kaštel Radvanských pochází ze 16. století a nachází se v banskobystrické městské části Radvaň. Renesanční stavba (kaštel) byla postavena na gotických základech.
Poslední rekonstrukce proběhla v roce 1958 a do majetku města byl převeden v roce 1994.
V únoru 2013 schválilo město Banská Bystrica dlouhodobý pronájem kaštelu Akademii umění za symbolické 1 € ročně. Rektor AU Matúš Oľha se o objektu vyjádřil takto: "Naší koncepcí je otevřít zámeček široké veřejnosti a neuzavřít ho jen pro úzký okruh zájemců. Organizovali bychom tam různé výstavní i koncertní, či jiné společenské akce. "V kostele by mohlo vzniknout muzeum loutkové divadlo Antona Anderleho, který z Radvaně pocházel. Vysoká škola se zavázala do zámku investovat 1,65 milionu €. Prostředky mají přijít z norských fondů. Pokud rekonstrukce do dvou let nezačne, zámeček připadne zpět městu. V roce 2009 měla o zámeček zájem Slovenská zdravotnická univerzita, té se však do roku 2012 nepodařilo uskutečnit záměr rekonstrukce za 2,5 milionu €.